# 叶连娜·斯列萨连科
叶连娜·弗拉基米罗夫娜·斯列萨连科（俄语：Елена Владимировна Слесаренко，1982年2月28日—），出生於俄罗斯伏尔加格勒，是俄罗斯女子跳高运动员。她曾获得2004年夏季奥林匹克运动会女子跳高金牌。
2008年北京奧運會上，以2.01米的成績獲得女子跳高第4名，但三次挑战2.03米失敗。但2016年時，她與當時的俄羅斯籍銅牌得主安娜·奇切羅娃（Anna Chicherova）都未能通過北京的藥物樣本重新檢測而被取消參賽資格與撤銷成績。 